# Сурво, Арво
Арво Сурво (фин. Arvo Survo; род. 22 августа 1954) — лютеранский пастор, один из участников возрождения Церкви Ингрии, поэт, музыкант, собиратель фольклора и автор-исполнитель христианской музыки. По происхождению — ингерманландец.

## Биография
Родился в Гатчине в семье ингерманландских финнов, детство провёл в пос. Кикерино недалеко от Губаницкой церкви.
Изучал диалекты финского языка, поэзию, а также с юности интересовался богословием. Кроме русского владеет в разной степени финским, эстонским, цыганским, эрзянским, мокшанским, водским и ижорским языками.
Богословское образование получил в Эстонии в Теологическом Институте при Евангелическо-Лютеранской Церкви Эстонии. В 1983 г. рукоположён в диаконы, в 1987 — в пасторы. В 1989 году стал первым местным настоятелем Пушкинского Евангелическо-Лютеранского прихода, входившего тогда в состав Эстонской Лютеранской Церкви.
В 1988 году инициировал возрождение Губаницкого лютеранского прихода. С этого началось возрождение Евангелическо-Лютеранской Церкви Ингрии.
Будучи единственным священнослужителем, Сурво вместе с активными прихожанами основал первые из возрождённых приходов Церкви Ингрии: Нарвуси-Косёмкина, Хаапакангас, Туутари, Тюрё, Хиетамяки, Валкеасаари; в Санкт-Петербурге — церковь св. Марии, в Гатчине, Скворицах, Токсово, Выборге, Зеленогорске, Волосово, Кингисеппе, и др.
В начале 1990-х годов Сурво инициировал создание двух лютеранских приходов в Саранске (Мордовия): на эрзянском и мокшанском языках.
В связи с бурным ростом числа приходов в 1990 году власти разрешили создание Ингерманландского пробства в составе Эстонской Евангелическо-Лютеранской Церкви. В 1992 году независимая Церковь Ингрии получила официальное признание.
В 1992 году Арво Сурво отказался от предложенной ему должности епископа и стал настоятелем Губаницкого прихода.
В 1999 году добровольно оставил пост настоятеля Губаницкого прихода и эмигрировал в Финляндию, где служит пастором-миссионером в Финском Евангелическо-Лютеранском Объединении (SLEY).
Женат, имеет троих детей.

## Творчество
Играет на гитаре и кантеле, сочиняет духовные песни на финском, русском, цыганском, мордовском и эстонском языках, много занимается переводами духовной поэзии.
В 1994 году Арво Сурво награждён медалью финского литературного общества им. Алексиса Киви.

### Книги Арво Сурво
- Neljäs tuuli, 1989, ISBN 951-626-824-2 (Четвёртый ветер — сборник проповедей на финском языке)
- Itku Inkerille, 1992, Gummerus (Плач по Ингрии, поэма на финском языке)
- Lamentations Over Ingria, 1995, POLARIS PRESS, Tucson, Arizona USA, ISBN 0-9622985-6-5 (Плач по Ингрии, поэма, перевод на английский язык)
- Korpimessu, 1996, ISBN 952-90-7760-2 (Таёжная месса на старофинском языке, собрана пастором на основе калевальских молитв)
- Suur-Synty Kiesus, 2006, ISBN 952-5589-06-4 (Рунный Спас. Начало начал. (на финском языке). Руны, повествующие о переходе финнов от язычества к христианству)

### Музыкальные альбомы
- Omal maal, Arvo Survo. Lauluja Inkerinmaalta (На родной земле, Арво Сурво, песни из Ингерманландии. На финском языке)
- Idässä sarastaa, Arvo Survo laulaa (Рассвет на Востоке. Поёт Арво Сурво. На финском, мордовском и цыганском языках)
- Чаво девлэскиро. Poika Jumalan (Сын Божий. На цыганском языке)
- Virtaa joki. Arvo Survo ja TORAMA (Течёт река. Арво Сурво и ТОРАМА. На мордовском языке, совместно с группой «ТОРАМА»)
- Kupanitsan Korpimessu (Таёжная месса в Губаницах. На старофинском языке)
- Kosketa Herra (Коснись, Господь. На финском и эстонском языках)
- «Душа моя косолапая» (на русском языке)

## Награды
- Орден Креста земли Марии 5 класса (8 февраля 2017 года, Эстония)[4]